# Trimax
Trimax ist ein brasilianischer Hersteller von Automobilen.

## Unternehmensgeschichte
Roberto Heckmann gründete das Unternehmen 2000 in Pinhais. Er begann mit der Produktion von Trikes. Der Markenname lautet Trimax. 2006 begann die Entwicklung eines Sportwagens, der 2010 in Produktion ging. Seit 2008 befindet sich der Unternehmenssitz in Curitiba.

## Fahrzeuge
Die Trikes haben einen Rohrrahmen und eine offene Karosserie aus Fiberglas. Neben luft- und wassergekühlten Motoren von Volkswagen do Brasil steht ein Vierzylindermotor vom Honda Fit mit 1400 cm³ Hubraum zur Wahl.
Der vierrädrige Sportwagen Audax ist ein offener Zweisitzer im Stil des Lotus Seven. Ein Vierzylindermotor vom Chevrolet Vectra mit wahlweise 2000 cm³ oder 2400 cm³ Hubraum treibt die Fahrzeuge an. Hiervon entstanden zunächst sechs Fahrzeuge. Von 2014 bis Juni 2016 ruhte die Produktion dieses Modells.